# Brachystelma medusanthemum
Brachystelma medusanthemum là một loài thực vật có hoa trong họ La bố ma. Loài này được J.-P.Lebrun & Stork mô tả khoa học đầu tiên năm 1984.